# Loreto Araya-Ayala
Loreto Alexandra Del Carmen Araya Ayala Santiago de Chile, es una actriz y actriz de doblaje chilena.

## Biografía
Egresada de la Compañía Escuela Teatro "Q". Se ha desarrollado principalmente en los campos de la actuación (teatro, cine y televisión), docencia (actuación, técnica vocal, locución y doblaje), asesorías (relatorías y capacitación) y doblaje de películas. En el campo de la actuación ha participado en montajes teatrales como actriz principal y de reparto, interviniendo en importantes festivales nacionales e internacionales; en cine se ha desempeñado principalmente en producciones extranjeras; en televisión ha sido parte del elenco de las áreas dramáticas, de Canal 13, TVN, Mega y Chilevisión. 
Como docente, ha creado y desarrollado cursos, a través de herramientas teatrales, como: Técnicas de Improvisación y Debate, Dominio Vocal y Dominio Escénico, Desarrollo de Habilidades Sociales y Expresivas, Técnicas de Presentación y Liderazgo, destacándose en la realización de coachings a nivel gerencial en Chile y el extranjero. 
Es actriz de Doblaje categoría A, de películas, series, largometrajes, caricaturas y documentales para televisión y cine, formando parte del equipo estable de actores de doblaje de la Compañía internacional DINT (Doblajes Internacionales Chile) y de la Compañía de doblaje inglesa, ZOO Digital. 
Es autora, creadora, directora y profesora de Provoz Organismo Técnico de Capacitación, el cual cuenta con acreditación S.E.N.C.E (Servicio Nacional de Capacitación y empleo), por haber aprobado la norma de calidad y sistema de gestión 27:28 :20015. 
Provoz es la primera escuela de voz y de Doblaje en Chile. 
Es reconocida en Latinoamérica por ser pionera en la creación de una metodología para el aprendizaje del manejo vocal; de la técnica del doblaje llamada "Doblaje de Interpretación"; por el entrenamiento corporal, vocal y de dominio escénico de talentos y por ser la única actriz chilena especialista en acento neutro (accent Coach) en Chile. Ha sido Accent Coach, de importantes actores de doblaje internacionales, como María Valverde (España), Andrés Parra (Colombia), Mercedes Morán (Argentina), entre otros, para producciones nacionales y extranjeras.

## Filmografía

### Telenovelas
| Teleseries | Teleseries               | Teleseries       | Teleseries  |
| Año        | Teleserie                | Rol              | Canal       |
| ---------- | ------------------------ | ---------------- | ----------- |
| 1990       | El milagro de vivir      | Margot           | TVN         |
| 1991       | Ellas por ellas          |                  | Canal 13    |
| 1992       | Fácil de amar            | Paz              | Canal 13    |
| 1993       | Jaque mate               | Fabiola          | TVN         |
| 1994       | Top secret               | Daniela          | Canal 13    |
| 1996       | Marrón Glace, el regreso | Sandra           | Canal 13    |
| 1997       | Rossabella               | Edith            | Mega        |
| 1998       | A todo dar               | Juanita McLean   | Mega        |
| 1999       | Algo está cambiando      | Olivia           | Mega        |
| 2005       | Es cool                  | Juana Mendoza    | Mega        |
| 2005       | Mitú                     | Herminia         | Mega        |
| 2006       | Entre medias             | Jueza            | TVN         |
| 2009       | Corazón rebelde          | Claudia Jara     | Canal 13    |
| 2010       | La familia de al lado    | Karen Ortega     | TVN         |
| 2012       | Pobre rico               | Eugenia Areasola | TVN         |
| 2015 2016  | Buscando a María         | Irma Flores      | Chilevisión |

### Series y unitarios
- Fácil de amar, La comedia (Canal 13 , 1993 ) - Paz
- La vida es una lotería (TVN , 2003 ) - Iris
- Huaiquimán y Tolosa (Canal 13 , 2006 ) - Marta
- Vidas en Riesgo (Chilevisión , 2017 ) - Pilar

### Cine
- Kiltro (2006) - Amiga de Kim 2

## Programas de televisión
- La otra cara del espejo (Mega, 2000-2001) - Varios personajes.
- Hola Andrea (Mega , 2005 -2006) - Varios Personajes
- Teatro en Chilevisión (Chilevisión , 2004 -2006) - Varios personajes.
- Enigma (TVN , 2004 ) - Actriz invitada
- Mea culpa "el incidente" T8Ep.3

## Doblaje

### Películas
- Bellas y mimadas - Taylor Callum
- Ciudad de Díos - Angélica
- Cosas bellas y sucias - Juliette
- Annie - Tessie
- Alfa Dog - Amy

### Series de televisión
- Manual de sobrevivencia escolar de Ned  - Missy Meany
- Stargate Universe - Vanessa James
- Amor prohibido - Bihter Yoreoglu / Bihter Ziyagil
- El show de los 70 - Jackeline "Jackie" Burkhart
- 8 años y anoréxica - Yasmine
- Las mil y una noches - Yansel

### Series animadas
- Jake Long: El Dragón Occidental - Rose
- Yin Yang Yo! - Humo
- Avatar: La leyenda de Aang - Suki
- Princesita - La Reina

### Anime
- Tenchi Muyo! - Sasami Masaki Jurai
- Yamazaki - Maestra Memeko

- Datos: Q2876984